# Çatak
Çatak (in curdo: Şax; in armeno Շատախ, Šatax) è il capoluogo dell'omonimo distretto, nella provincia di Van in Turchia.

## Geografia
La città si trova nel sud est della Turchia, sull'Altopiano armeno, del tra le montagne del Tauro sudorientale (in turco Güneydoğu Toroslar).

## Storia
Fondata nel 645 dagli Arabi, la città passò all'Impero Bizantino e quindi – successivamente alla Battaglia di Manzicerta – ai Selgiuchidi. Attraversata dalle invasioni mongola e timuride, entrò a far parte del territorio dei Safavidi prima di essere conquistata dall'Impero ottomano nel 1548.
Alla fine del XIX secolo la città e i dintorni erano popolati principalmente da Curdi e Armeni, con questi ultimi che si ridussero notevolmente in seguito ai massacri hamidiani ed al genocidio armeno. Durante la prima guerra mondiale l'area venne temporaneamente occupata dall'Impero russo nell'ambito della campagna del Caucaso.
Agli albori del XXI secolo la città fu interessata da attentati terroristici legati all'attività del Partito dei Lavoratori del Kurdistan.

## Società
La città è abitata da popolazione principalmente di etnia curda.

## Infrastrutture e trasporti
È collegata con il capoluogo provinciale Van dalla strada provinciale 65-50; da questa si dirama la strada provinciale 65-51, una delle più alte tra le strade asfaltate situate in paesi europei, che attraverso il Karabet Geçidi (2985 m s.l.m.) conduce a Bahçesaray. 